# Jasan v Muzejní ulici
Jasan v Muzejní ulici je památný strom rostoucí v Chrastavě, městě na severu České republiky, v Libereckém kraji, konkrétně v okrese Liberec.

## Poloha a historie
Strom roste ve východních partiích města, východně od místního městského muzea. Jihovýchodně od stromu se nachází městský hřbitov, před nímž roste Chrastavský liliovník. Vůči úrovni Muzejní ulice roste strom v mírném svahu, asi čtyři metry od oplocení. O prohlášení stromu za památný rozhodl místní městský úřad, který 26. ledna 215 vydal příslušný dokument, jenž nabyl své právní moci ke dni 17. února 2015.

## Popis
Památný strom je jasan ztepilý (Fraxinus excelsior) a dosahuje výše 35 metrů. Obvod jeho kmene činí 430 centimetrů. Kolem stromu je vyhlášeno ochranné pásmo, jež má podobu kruhu o patnáctimetrovém poloměru.